# 程智 (泗洪)
程智，中华人民共和国政治人物、全国脱贫攻坚先进个人。

## 生平
程智任泗洪县程老四水产养殖专业合作社理事长。因在脱贫攻坚战中作出突出贡献，2021年2月25日全国脱贫攻坚总结表彰大会上，程智被授予“全国脱贫攻坚先进个人”。